# Hrusiatycze
Hrusiatycze (ukr. Грусятичі) – wieś położona w rejonie stryjskim (do 2020 roku w rejonie żydaczowskim) w obwodzie lwowskim na Ukrainie. Mieszkańców: 928 osób.
W II Rzeczypospolitej gminie Strzeliska Nowe w powiecie bóbreckim województwa lwowskiego. W 1931 r. wieś liczyła 960 mieszkańców.  W nocy z 1 na 2 maja 1944 r. nacjonaliści ukraińscy z OUN-UPA zamordowali 22 Polaków.

## Dwór
- murowany dwór wybudowany w pierwszej połowie XVIII w. przez rodzinę Kieszkowskich. Obiekt przebudowany w latach 1902–1904 przez Romańskich według projektu Juliana Cybulskiego[2]. Zniszczony w latach 1914-18.